# 宋尔瑜
宋尔瑜，河南孟县（今河南孟州）人，是一名清朝政治人物。举人出身。
宋尔瑜曾于1657年接替刘宏德任嘉定县知县一职，1659年由张令仪接任。